# Culturgal

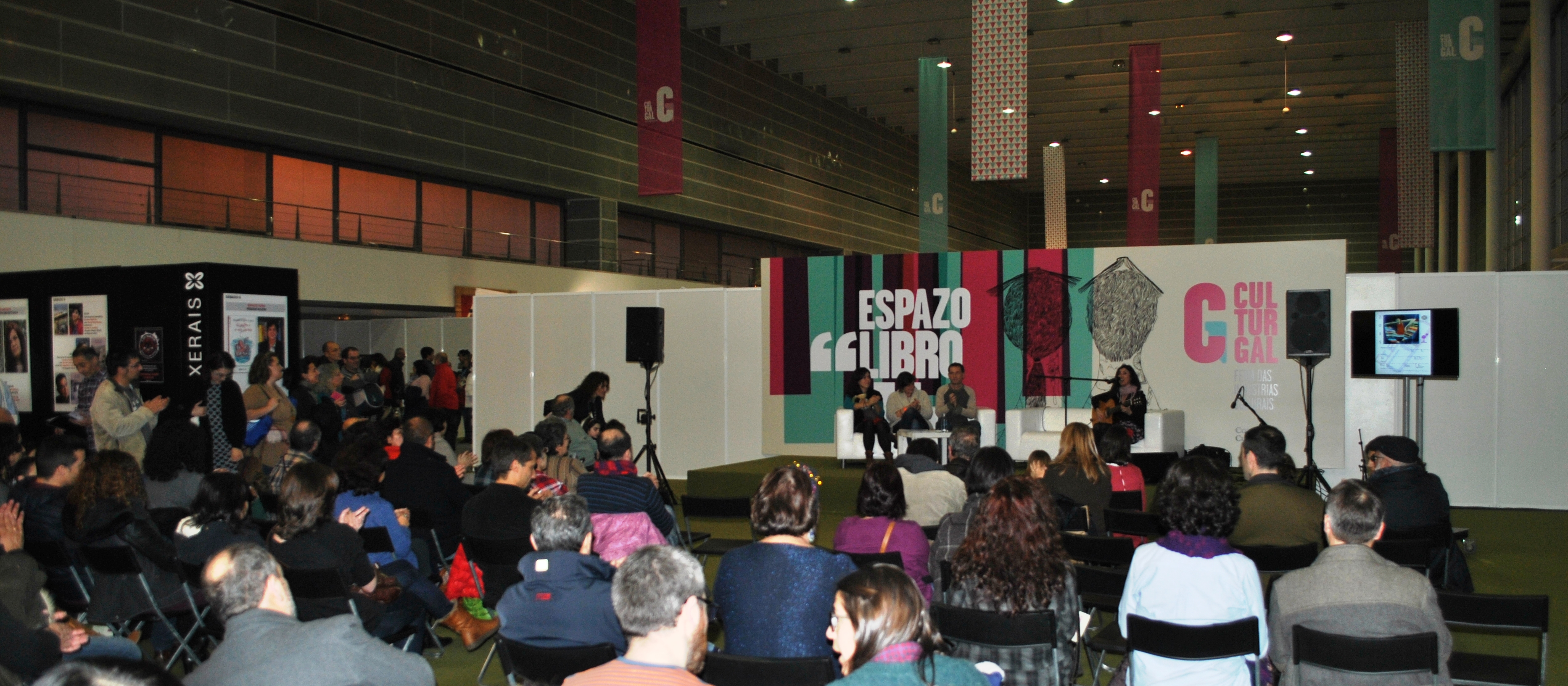
Espacio Libro en Culturgal 2014.

Culturgal es la Feria de Industrias Culturales de Galicia, que se celebra cada año en la ciudad de Pontevedra (España) a finales de noviembre o principios de diciembre. Esta feria nació con el objetivo de promover, apoyar y fortalecer la acción cultural que se desarrolla en Galicia y, también, dar a conocer el valor social y económico de esta acción cultural.

## Historia
Culturgal comenzó a celebrarse en el año 2007 en la ciudad de Pontevedra y siempre se ha celebrado en todas las ediciones hasta el momento en esta ciudad, excepto en el año 2008 en que se celebró en La Coruña. En 2009 la feria no se realizó por falta de presupuesto. 
La Asociación Gallega de Editores puso en marcha Culturgal, la feria del libro y de la industria cultural, del 10 al 13 de mayo de 2007 en el Recinto Ferial de Pontevedra, con el objetivo de compartir con los participantes la oferta cultural producida en Galicia desde el punto de vista de todos los sectores implicados en la industria cultural: autores, traductores, diseñadores, técnicos culturales, bibliotecarios, ilustradores y diseñadores, productores, guionistas, fotógrafos...  
Durante los cuatro días de la feria se proyectaron 40 películas, se realizaron 15 actos donde los autores firmaron sus libros, así como 15 conciertos, cinco exposiciones, cinco talleres y otras tantas mesas redondas, además de la presentación de ocho álbumes.
En 2008 Culturgal se celebró del 4 al 7 de diciembre en el Palacio de Congresos (Palexco) de La Coruña por problemas económicos y de espacio. Esta segunda edición pretendía incrementar la presencia del público profesional y su participación en todos los ámbitos culturales. Al mismo tiempo, el salón permitió analizar el sector y el estado de las empresas productoras durante encuentros entre expertos y profesionales. Culturgal acogió las II Jornadas de Industrias Musicales de Galicia y las Jornadas Profesionales de Edición de Libros. Durante esa edición se presentó oficialmente la Asociación Profesional de Gestores Culturales de Galicia. 
Tras un año en el que la feria no se celebró por problemas presupuestarios, se celebra a partir de 2010 en Pontevedra.  

## Organizadores
El Salón de Industrias Culturales está organizado por la asociación sin ánimo de lucro del mismo nombre, presidida por Manuel Bragado y constituida en 2010. Culturgal está formada por las siguientes asociaciones profesionales: Asociación Gallega de Editores (AGE), Asociación Gallega de Empresas de Artes Escénicas (Escena Galega), Asociación Gallega de Compañías Musicales (AGEM), Empresas Gallegas Relacionadas con Internet y las Nuevas Tecnologías (Eganet) y Asociación Gallega de Productores Independientes (Agapi). La feria cuenta con el patrocinio de la Junta de Galicia, a través de AGADIC (Agencia Gallega de Industrias Culturales), la Secretaría General de Política Lingüística y el Ayuntamiento de Pontevedra.   
En el año 2010, NóComun pasó a ser parte integral del proyecto hasta el año 2013. Este grupo de profesionales de la comunicación y la cultura organizó dos de las ediciones: la edición de 2011 y la edición de 2012.

## Ediciones

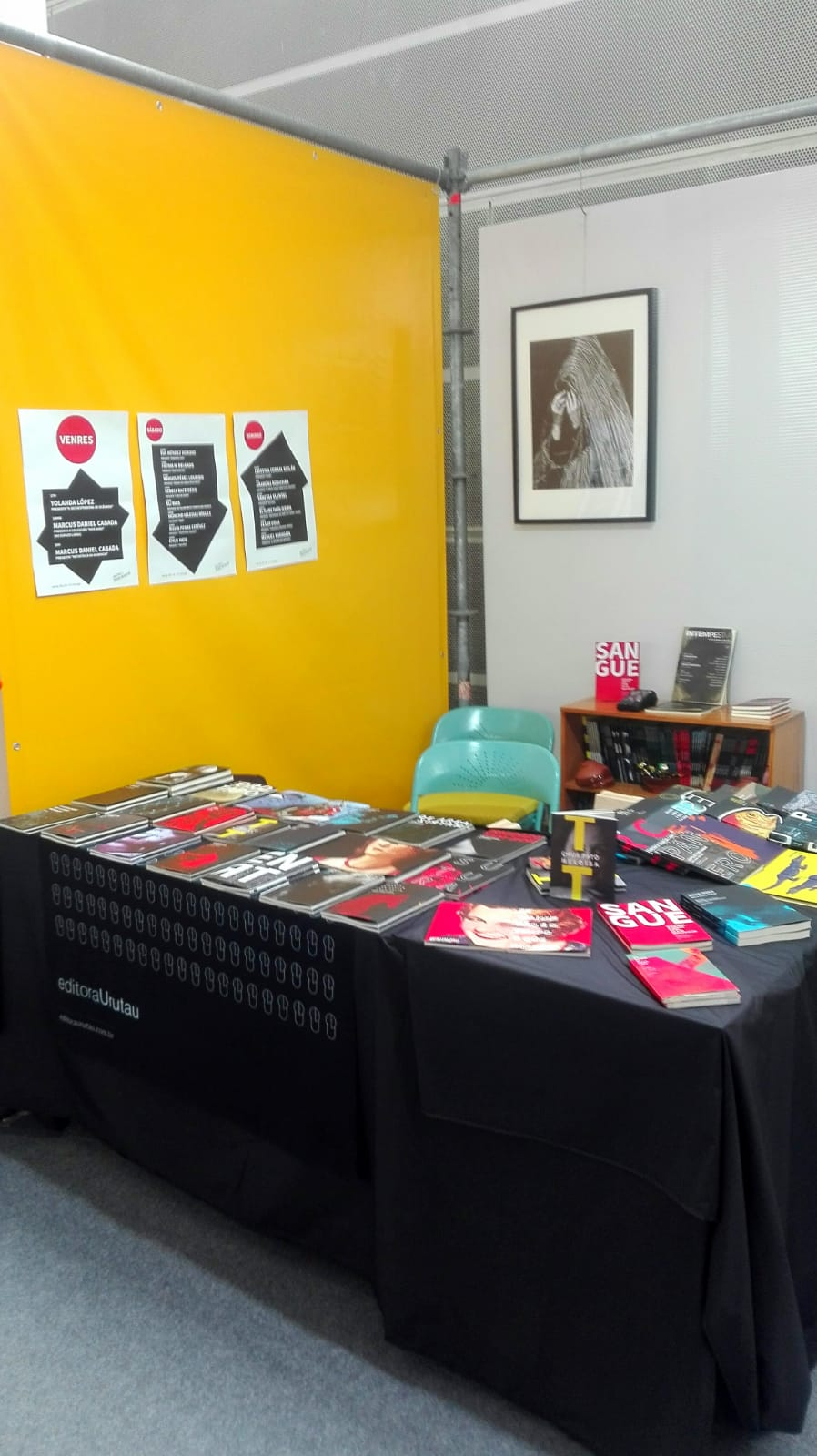
Editorial Uruatu en Culturgal en 2019

- 2007: Primera feria Culturgal en Pontevedra.
- 2008: La feria se celebró en La Coruña.
- 2009: A falta de presupuesto, la feria no se celebró.
- 2010: Culturgal vuelve à Pontevedra. Se potenció el intercambio de experiencias en diferentes disciplinas con los países lusófonos.
- 2011: Además de 24 rerpresentaciones musicales en directo, más de 20 obras de teatro o más de 30 actividades ligadas al mundo del libro se presentaron las Noches de Culturgal, un programa nocturno en espacios singulares de Pontevedra como el Teatro Principal.
- 2012: La principal novedad fue la programación familiar dedicada especialmente a los más pequeños. Durante esta edición el escritor Manuel Rivas leyó un fragmento de su novela As voces baixas. Hubo también una presentación de las obras completas y de la Asociación de Roberto Vidal Bolaño con motivo de la dedicatoria del Día de las Letras Gallegas a la figura de este dramaturgo en 2013.[4]
- 2013: Culturgal ofreció un total de 151 actividades dentro del programa general, además de dos exposiciones permanentes en el Palacio de Congresos. Además, la feria abarcó el programa profesional, con un programa dirigido a profesores, por un lado, y a diversos actores del sector cultural, por otro. Se añadieron novedades, como el stand modificable, que consistía en un espacio compartido y polivalente.
- 2014: Culturgal incluyó varias novedades, como la incorporación de la gastronomía, la implantación de una entrada para el público general, una Zona Bebé para niños de 0 a 3 años y actividades vinculadas al arte contemporáneo. Además, hubo visitas guiadas a la Feria en lenguaje de signos.[5]
- 2015: En esta ocasión, hubo más de 75 expositores, repartidos en 101 stands y más de 125 ofertas culturales. En esta edición tuvo lugar el espectáculo "Dar de contar a quen pasa".[6]
- 2016: En 2016, más de 15.000 personas visitaron la feria. Se debatió sobre la economía social de Galicia y el patrimonio de los municipios gallegos.[7][8]
- 2017: En esta edición se hizo hincapié en la cultura portuguesa. Se abrieron vías de colaboración externa para internacionalizar el proyecto.[9][10]
- 2018: En esta edición, la feria reforzó sus programas dirigidos al público infantil y familiar. Se presentó la vigésima edición del Salón del Libro Infantil y Juvenil de Pontevedra. También participaron Kalandraka TV y compañías de teatro, así como talleres de cuentacuentos, arquitectura, cómic y pintura, entre otros.[11]
- 2019: Como en ediciones anteriores, autores, escritores, artistas, periodistas, músicos, actores de teatro, cine y televisión se acercaron a conocer la actualidad de la cultura gallega. Con 85 stands en el Recinto Ferial y 18 en el Área de Arte Contemporáneo, el recorrido por la Feria ofreció una panorámica de la actividad cultural, con galerías, editoriales, librerías, agencias culturales, artesanos y empresas entre los protagonistas.[12]
- 2020: Esta decimotercera edición en Pontevedra se celebró bajo el título "En caso de emergencia, la cultura". Contó con más de 70 actividades culturales (música, teatro, literatura, arte, ciencia y espectáculos varios), performances, recitales de poesía, espectáculos de jazz y folclore con artistas como Luar na Lubre y Susana Seivane, y cine, con la exhibición de cuatro películas de ficción y dos documentales. Debido al aforo limitado como consecuencia de la pandemia de Covid-19 en España, las propuestas se difundieron en la web cultur.gal y en tres canales de YouTube: Libro, Foro y Escena.[13][14]
- 2021: Esta decimocuarta edición se celebró los días 26, 27 y 28 de noviembre bajo el lema A cultura que toca.[15]
- 2022: Esta decimoquinta edición, titulada 15 anos cos fíos da cultura, tuvo lugar los días 24, 25, 26 y 27 de noviembre y estuvo dedicada al sector profesional de la promoción escénica y musical en Galicia.[16][17]
- 2023: La decimosexta edición se celebró a partir del 3 de diciembre en torno al tema de las experiencias virtuales y los videojuegos, los nuevos formatos y los hábitos de consumo.[18][19]
- 2024: La decimoséptima edición se clebró del 29 de noviembre al 1 de diciembre de 2024. Todas las corrientes culturales de la cultura gallega tuvieron su lugar en esta edición, entre ellas la literatura, las artes escénicas, la música, el audiovisual, los videojuegos o la magia.[20][21]

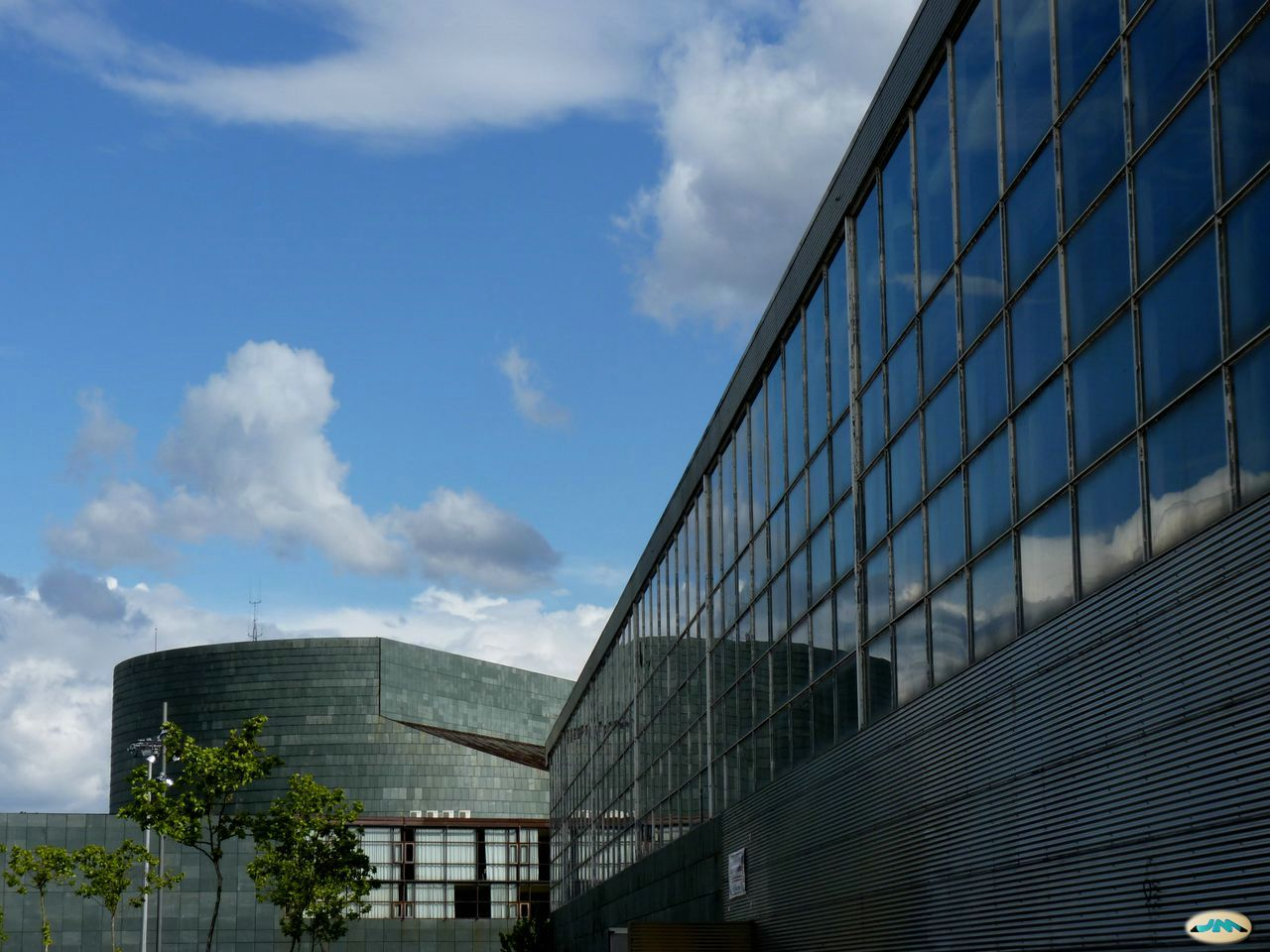
Palacio de Congresos de Pontevedra.
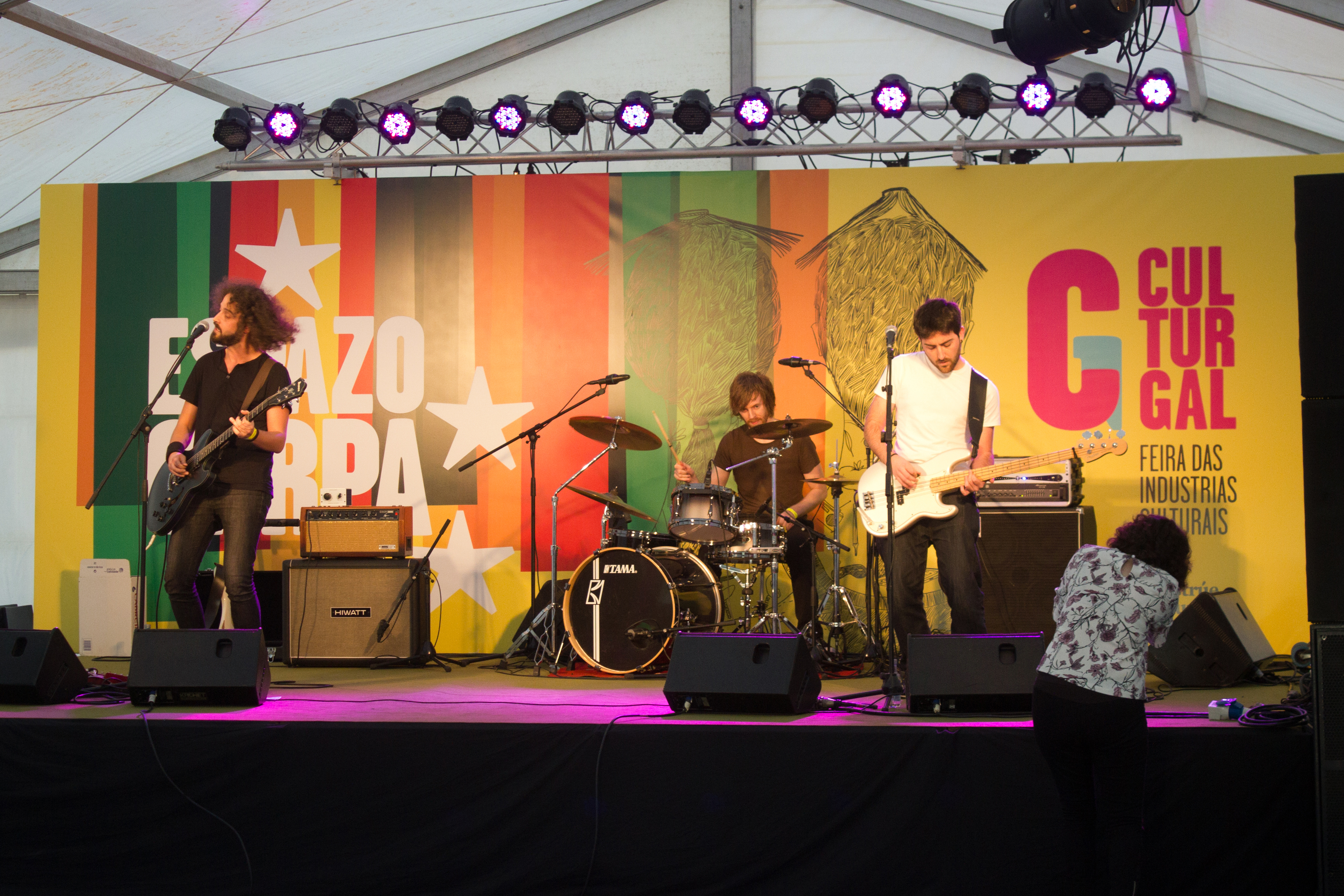
El grupo gallego Arrithmia en Culturgal 2014.
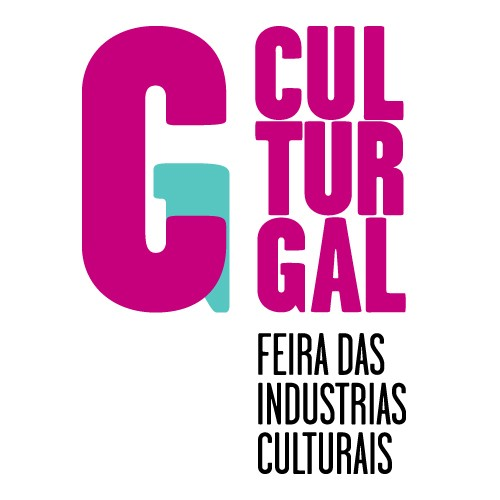
Logo de Culturgal